# Sextonik
Sextonik è il quinto singolo del album Point de suture della cantante francese Mylène Farmer, pubblicato il 24 agosto 2009.
A causa dei troppi impegni della Farmer e della sua troupe (in particolar i due concerti allo Stade de France) la promozione del singolo verrà totalmente abbandonata. Infatti non usciranno altri supporti se non che il CD single semplice.
La traccia non sarà accompagnata da nessuno video-clip e non sarà mai presentata in nessuna data della sua fortunata tournée 2009.
Un remix della traccia veniva tuttavia presentata in alcune date della tournée prima dell'inizio dello spettacolo. Il remix era ad opera di Tomer G.

## Versioni ufficiali
1. Sextonik (Radio Edit) 3:37
2. Sextonik (Tomer G sextonik reloaded club mix) 5:57
3. Sextonik (Tomer G sextonik club mix) 6:10